# Vĩnh Lộc B
Vĩnh Lộc B là một xã thuộc huyện Bình Chánh, Thành phố Hồ Chí Minh, Việt Nam.

## Địa lý
Xã Vĩnh Lộc B nằm ở phía bắc huyện Bình Chánh, có vị trí địa lý:
- Phía đông giáp quận Bình Tân
- Phía tây và phía nam giáp xã Phạm Văn Hai
- Phía bắc giáp xã Vĩnh Lộc A.

Xã có diện tích 17,44 km², dân số năm 2024 là 165.000 người,  mật độ dân số đạt 8.800 người/km².

## Lịch sử
Xã Vĩnh Lộc B được thành lập vào ngày 1 tháng 11 năm 1985 theo Quyết định số 258-HĐBT của Hội đồng Bộ trưởng trên cơ sở 1822,87 ha diện tích tự nhiên và 9.841 người của xã Vĩnh Lộc cũ.